# Ruth Negga

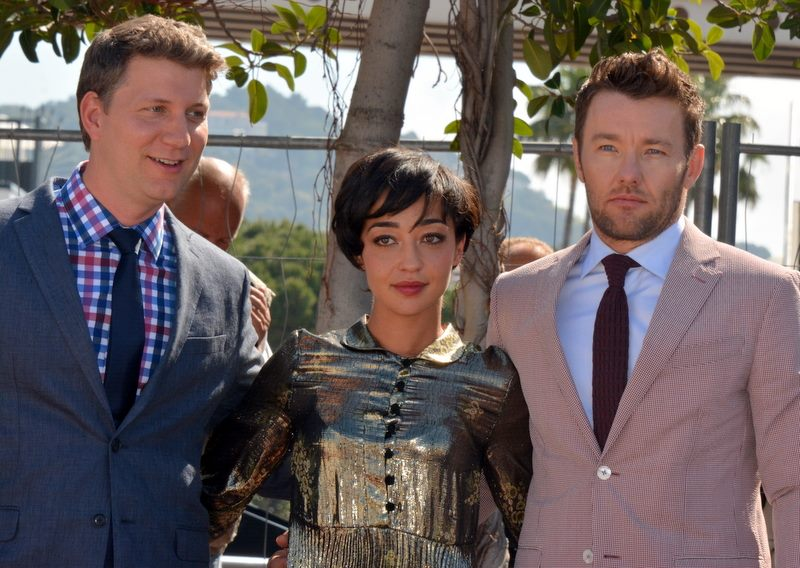
Jeff Nichols, Ruth Negga i Joel Edgerton (2016)

Ruth Negga (ur. 7 stycznia 1982 w Addis Abebie) – irlandzka aktorka filmowa, telewizyjna i teatralna. Zdobyła nominacje do Złotego Globu i Oscara za główną rolę w filmie Loving (2016) Jeffa Nicholsa.

## Życiorys
Urodzona w Etiopii jako córka Etiopczyka i Irlandki. W wieku 4 lat przeprowadziła się do Irlandii do Dublina. Ukończyła studia na wydziale aktorskim Trinity College. W 2006 roku zamieszkała w Londynie.

## Twórczość

### Filmy
- 2005: Izolacja jako Mary
- 2005: Śniadanie na Plutonie jako Charlie
- 2011: Shirley jako Shirley Bassey
- 2013: All Is by My Side jako Ida
- 2013: Hello Carter jako lekarka
- 2013: World War Z jako naukowiec WHO
- 2015: Iona jako Iona
- 2015: Noble jako Joan
- 2016: Loving jako Mildred Loving
- 2016: Warcraft: Początek jako lady Taria
- 2019: Ad Astra jako Helen Lantos
- 2020: Świąteczne życzenie Angeli jako Matka (głos)
- 2021: Pomiędzy jako Clare

### Seriale
- 2000: Lekarze jako Wanda Harrison
- 2009: Wyklęci jako Nikki
- 2010–2011: Love/Hate jako Rosie
- 2012: Secret State jako Agnes Evans
- 2013: Agenci T.A.R.C.Z.Y. jako Raina
- 2016-2019: Preacher jako Tulip O’Hare

### Teatr
- 2009: Phedre – National Theatre, Londyn
- 2010/2011: Hamlet – National Theatre, Londyn
- 2011: Playboy of the Western World – Old Vic Theatre, Londyn

## Nagrody i nominacje
W 2003 roku Negga była nominowana do nagrody Olivier Awards dla najbardziej obiecującego młodego aktora. W 2006 roku na festiwalu filmowym w Berlinie została wybrana Ireland’s Shooting Star. W 2012 roku za rolę Shirley Bassey w filmie Shirley została uhonorowana nagrodą IFTA. W 2017 roku została nominowana m.in. do Złotego Globu i Oscara za rolę Mildred w filmie Loving.